# Gustav Eberlein

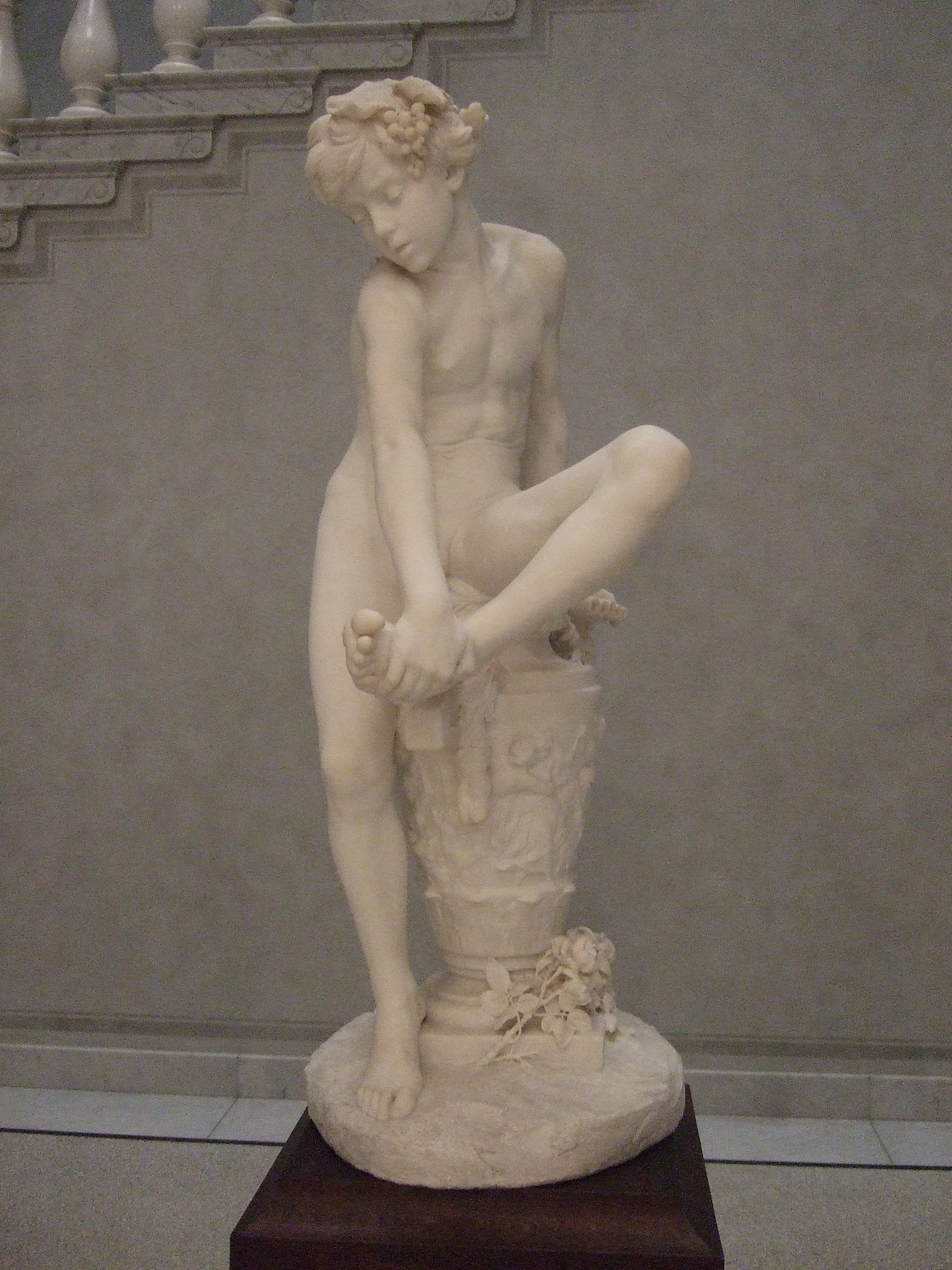
Törnutdragaren.

Gustav Heinrich Eberlein, född den 14 juli 1847 i Spiekershausen, död den 5 februari 1926 i Berlin, var en tysk skulptör.

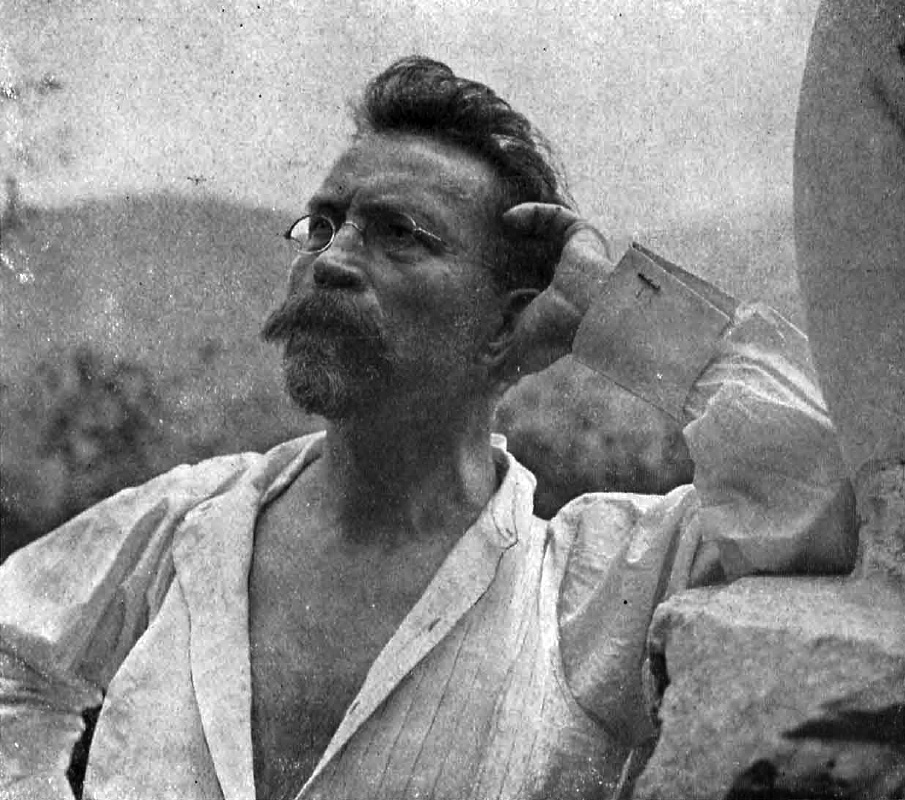
Gustav Eberlein

Eberlein slöt sig i början till Reinhold Begas riktning och utförde elegant formsköna statyer som Törnutdragaren, Psyke med flera. Han utförde även dekorativa arbeten på byggnader i Berlin. Från 1893 fick Eberlein talrika uppdrag för monument, särskilt över kejsar Vilhelm I, präglade av en kraftfull, något teatralisk anda. Ett Eberlein-museum med modeller med mera skänkte han till staden München 1898. Som författare framträdde Gustav Eberlein med Aus eines Bildners Seeleben (1892).